# Heliconius hermathena
Heliconius hermathena är en fjärilsart som beskrevs av William Chapman Hewitson 1853. Heliconius hermathena ingår i släktet Heliconius och familjen praktfjärilar. Inga underarter finns listade i Catalogue of Life.